# Servicios de Agua y Drenaje de Monterrey
Servicios de Agua y Drenaje de Monterrey, I.P.D., conocida simplemente como Agua y Drenaje o AyD, es una empresa de servicios públicos paraestatal que provee servicios de agua y drenaje en el estado de Nuevo León, México. El director general para la administración 2021-2025 es el arquitecto Juan Ignacio Barragán. Al cierre de 2018 reportó 5147 empleados.

## Funciones
- Prestar los servicios públicos de agua potable, no potable, residual tratada, agua negra, drenaje sanitario y saneamiento de las aguas residuales a los habitantes del Estado de Nuevo León, de forma confiable y de calidad.
- Operar, mantener y administrar las fuentes de abasto de agua subterránea y superficial, y las redes de conducción y distribución y los sistemas de saneamiento en el Estado.
- Gestionar nuevas fuentes de abastecimiento de agua potable en la Zona metropolitana de Monterrey y demás municipios del Estado para satisfacer la demanda de los nuevos usuarios.
- Asegurar la preservación del medio ambiente, a través de la captación, conducción y tratamiento de las aguas residuales.[3]

## Infraestructura